# Sidonia van Saksen

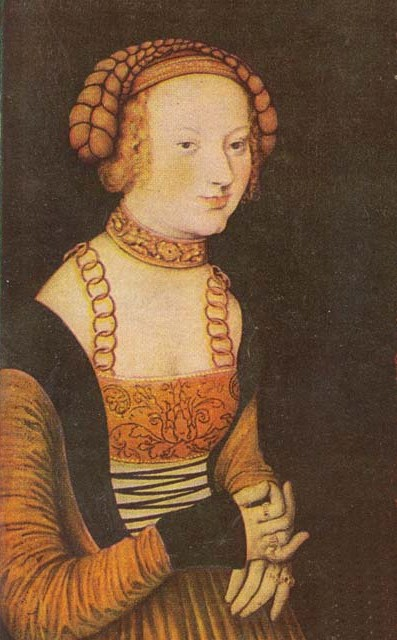
Sidonia van Saksen

Sidonia van Saksen (Meissen, 8 maart 1518 - Weißenfels, 4 januari 1575) was een prinses van Saksen uit de Albertijnse linie van het huis Wettin. Door haar huwelijk met Erik II van Brunswijk-Calenberg-Göttingen werd ze hertogin van Brunswijk-Lüneburg en prinses van Calenburg-Göttingen. 

## Leven

### Familie
Sidonia was een dochter van hertog Hendrik van Saksen en Catharina van Mecklenburg, dochter van Magnus II van Mecklenburg-Güstrow. Haar broers waren keurvorst Maurits van Saksen en August van Saksen. Haar zuster Sybille van Saksen was hertogin van Saksen-Lauenburg en zuster Emilie was markgravin van Brandenburg-Ansbach.

### Huwelijk
Sidonia trouwde op 17 mei 1545 met hertog Erik II van Brunswijk-Calenberg-Göttingen, die tien jaar jonger dan haar was. De huwelijksvoltrekking vond plaats in Hann. Münden, zonder de gebruikelijke decadentie. In het begin mochten de twee elkaar graag. Erik was verloofd geweest met Agnes van Hessen. Toen de regeling van het huwelijk plaatsvond, had hij echter Sidonia ontmoet. Hij was verliefd op haar en verbrak de verloving. Landgraaf Filips I van Hessen citeerde Er kan van alles gebeuren in dit huwelijk, nadat de maanden van kussen voorbij zijn. 
Twee jaar na de huwelijksvoltrekking werd Erik hertog van Brunswijk en bekeerde hij zich tot het katholieke geloof. Hij bekeerde zich nadat in 1542 de Reformatie zijn hertogdom had bereikt. Ondanks aandringen van Erik bleef Sidonia trouw aan het lutheranisme. Erik en Sidonia hadden financiële problemen en het huwelijk bleef kinderloos. Het duurde niet lang voordat het huwelijk verslechterde. De ruzies leden ertoe dat Sidonia vermoedde dat haar echtgenoot haar wilde vergiftigen. Een koopman uit Genua had contact opgenomen met Sidonia's broer August en vertelde hem dat Erik gif had besteld. Erik zou hebben gezegd Ik ben een christelijke en mijn vrouw is een lutheraan. Het is beter dat één vrouw wordt vernietigd dan dat er 20.000 mensen worden vernietigd. Erik had een maîtresse, met wie hij in Kasteel Calenberg woonde. Sidonia kreeg geen toegang tot het kasteel 
Vanaf 1564 was Sidonia eigenlijk onder huisarrest en ze protesteerde in de richting van haar broer en de keizer. August zond bemiddelaars om Erik op andere gedachten te brengen. In 1564 werd Erik ernstig ziek en kreeg hij vermoedens dat hij was vergiftigd. Vier verdachte vrouwen werden begraven als heksen in Neustadt am Rübenberge. Door een interventie van de keizer, de keurvorst van Saksen en Julius van Brunswijk-Wolfenbüttel in 1570 kwam het tot een overeenstemming tussen Erik en Sidonia. Sidonia kreeg kasteel Calenberg
Op 30 maart 1572 organiseerde Erik een bijeenkomst van enkele nobelen en afgevaardigden van de steden Hannover en Hameln. Hij beschuldigde zijn vrouw van poging tot moord en achtte goede bewijzen te hebben. Sidonia richtte zich tot de Duitse keizer Maximiliaan II en vroeg hem om een herziening. In het geheim verliet ze Calenberg en vertrok naar Wenen. Maximiliaan eiste dat het onderzoek door het Keizerlijke Gerechtshof moest worden uitgevoerd. Hij liet de zaak verder behandelen door Julius van Brunswijk-Wolfenbüttel en Willem V van Brunswijk-Lüneburg. Op 17 december 1573 kwam de zaak voor in Halberstadt. Een grote menigte was aanwezig bij de rechtbank Sidonia werd vrijgesproken van alle aanklachten.
Vanaf Wenen reisde Sidonia in oktober 1572 naar haar broer en schoonzus in Dresden. In plaats van kasteel Calenberg en het zilver kreeg Sidonia van Erik een levenslange vergoeding en compensatie. Keurvorst August gaf haar het kloosterorde Clarissen in Weissenfels, met alle inkomen en rente. Sidonia woonde hier tot haar overlijden. Sidonia werd begraven in de Kathedraal van Freiberg. Ze liet grote geldbedragen na aan de vertegenwoordigers die haar bij hadden gestaan in de rechtszaal. 